# Злочини усташа у котару Доњи Лапац
Злочини усташа у котару Доњи Лапац представљају пример злочина и геноцидних радњи над српским становништвом у Лици које је спроводио усташки режим Независне Државе Хрватске, током Другог светског рата.
Усташе су спроводиле злочине над становништвом свих сеоских насеља у котару Доњи Лапац која су била настањена српским становништвом, иако не подједнако у сваком насељу.
Током Другог светског рата забележено је 1.139 палих бораца Народноослободилачког рата, затим 1.388 жртава фашистичког терора и 740 умрлих од тифуса, са подручја котара Доњи Лапац, што укупно чини 3.267 лица, од чега су 3.236 лица српске националности. Велик број умрлих од тифуса последица је чињенице да је становништво услед офанзива фашистичких снага био принуђено да живи у збеговима.
Усташе су одговорне за директну смрт 879 цивила (жртве фашистичког терора) и непознатог броја палих бораца, али треба указати и да је велика смртност од тифуса између осталог последица оружаних акција снага НДХ.

## Нумеричко одређење броја страдалих
Укупан број страдалих: 3.267
Начин страдања
- жртве фашистичког терора 1.388
- пали борци НОВЈ 1.139
- умрли од тифуса (остале жртве рата) 740

Напомена: у регистар страдалих становника котара Доњи Лапац, 1941-1945, које је 1985. публиковао Хисторијски архив Карловац, нису уврштени припадници и симпатизери четничких и усташких формација са подручја котара, тако да је укупан број страдалих нешто већи.
Етничка структура
- Срби 3.236
- Хрвати 26
- остали 5

Родна и старосна структура
- мушкарци 1995
- жене 751
- деца 521

Година страдања
- 1941: 958
- 1942: 251
- 1943: 1289
- 1944: 624
- 1945: 138
- неутврђено 7

Одговорност за страдање
- усташе 879
- Немци 126
- Италијани 879
- четници 51
- последица борбених дејстава 143
- остало 173

## Жртве усташког терора по насељима
Напомена: издвојена су насеља у котару Доњи Лапац у којима су усташе починиле најмасовнија убиства и злочине (изнад 20 жртава), док насеља у којима су усташе убиле мањи број од 20 лица - нису издвојена.
- Беглуци 22
- Добросело 51
- Дољани 76
- Доња Суваја 244
- Доњи Лапац 27
- Доњи Срб 26
- Горњи Лапац 30
- Мелиновац 105
- Мишљеновац 23
- Небљуси 108
- Осредци 30[2]

## Примери масовних злочина усташа над локалним становништвом
На подручју котара/општине Доњи Лапац, када говоримо о жртвама усташког терора, највише су страдала насеља која су била најближа усташким упориштима у Боричевцу (једино насеље у котару Доњи Лапац са хрватском етничком већином) и Кулен Вакуфу (пре рата: насеље у котару Босански Петровац; након рата: насеље у општини Бихаћ).
До почетка јула 1941. усташе из Доњег Лапца, Боричевца и Кулен Вакуфа, одвели су из насеља у котару око 270 лица. Реч је углавном о лицима која су имала одређени утицај у локалној средини, као што су свештеници, трговци, представници предратне администрације итд. Ухапшеници су потом одвођени у усташке затворе у Кулен Вакуфу и Бихаћу или у логоре у Госпићу и Јадовном или су убијани покрај неке од оближњих јама.
Са територије котара Доњи Лапац у логорима Госпић и Јадовно страдало је најмање 36 лица, мада је реално претпоставити да је овај број нешто већи.
Највећи број од око 270 одведених лица из својих домаћинства од стране усташа, одведен је током јуна 1941. године.
Примера ради, 19. јуна 1941. група усташа из Боричевца и Кулен Вакуфа, на челу са Винком Матаијом, упала је у село Бубањ и одвела шесторицу становника затечених у пољским радовима, а недуго потом још четворицу становника. Исто се дешавало и у селима: Дољани (одведено 7 лица), Мишљеновац (19), Доњи Срб (12), Доњи Штрбци (6), Беглуци (4), Бировача (3), Бушевић (15), Кестеновац (7). Становници села Бушевић страдали су од усташа из Кулен Вакуфа.
Становници села Добросело (10) и Доброселски Бубањ страдали су јуна 1941. од усташа из Боричевца, прретежно у атару села Боричевац где су одведени из матичних насеља.

### Покољи у Доњој Суваји и Осредцима
Усташки покољ над становништвом села Доња Суваја, смештеном између Срба и Доњег Лапца, представља најмасовнији усташки злочин над становништвом котара Доњи Лапац пре устанка 27. јула 1941. године. Покољ се догодио 1. јула 1941. године. Тога дана усташе пристигле из Госпића убиле су, према подацима из зборника Котар Доњи Лапац у НОР-у (Карловац, 1985) најмање 161 становника овог села. Познати су основни подаци о свакој жртви. Тога дана усташе су у селу убиле укупно 70 деце до 15 година старости, 7 девојака и 39 жена.
Према подацима историчара Ђуре Затезала, овај злочин био је још масовнији. Он наводи да су усташе тог дана "убиле и ножем усмртиле 243 српска цивила од којих 118 дјеце, 75 жена и 50 мушкараца“.
Ове чињенице указују да покољ у Доњој Суваји представља типичан пример геноцидних радњи које су усташе спроводиле над српским становништвом широм НДХ у првим месецима након формирања ове творевине.
Приликом покоља над становницима Суваје, убијено је 45 чланова породице Кеча и 22 члана породице Ћопић.
Сутрадан, 2. јула 1941, усташе су упале у село Осредци (Лички Осредци) покрај Срба. Локално становништво је било обавештено о покољу у Доњој Суваји и већина становника се склонила у шуму. Међутим, усташе су успеле да ухвате 13 житеља које су побили. Сутрадан су се усташе вратили у село и ухватиле 9 старијих особа које су такође ликвидирали.

### Покољ у Бубњу
Покољ над становништвом села Бубањ настављен је 3. јула 1941. Претходно су усташе већ убиле 10 становника Бубња. Тога дана у Бубњу убијено је 83 становника, претежно жена и деце. Међу убијенима било је 37 деце млађе од 15 година, 15 девојака и 28 жена. Злочин је извршен на врло свиреп начин, клањем и масакрирањем. Злочин су спровеле усташе из Доњег Лапца и Боричевца на челу са Винком Матаијом из Лапца и Милом Марковиновићем из Боричевца.

### Покољи у Мелиновцима и Небљусима
На дан устанка народа котара Доњи Лапац и народа Лике, који се везује за ослобођење Срба, 27. јула 1941, усташе из Боричевца и Кулен Вакуфа, упали су у село Мелиновац и убили део становника на лицу места, а остатак заробљеника одвели су у Заваље и 28. јула 1941. убили их (заклали или стрељали) покрај јаме Делић. У та два дана убијено је најмање 86 становника Мељиновца.
Небљуси су село чије је становништво такође много страдало од стране усташа пре избијања устанка. У овом селу усташе су пре 27. јула 1941. побиле 53 лица.
Злочини усташа над становницима Мелиновца и Небљуса само је додатно усмерио народ котара Доњи Лапац у правцу устанка и ослобођења од фашистичке окупације.